# Xã Franklin, Quận Snyder, Pennsylvania
Xã Franklin (tiếng Anh: Franklin Township) là một xã thuộc quận Snyder, tiểu bang Pennsylvania, Hoa Kỳ. Năm 2010, dân số của xã này là 2.259 người.